# کومیاوا
کومیاوا (به لهستانی:  Kumiała) یک روستا در لهستان است که در گمینا کورچین واقع شده‌است.